# Frånskiljare
En frånskiljare är en apparat i elkraftsystem som säkerställer att en del av en elektrisk installation är helt spänningslös för underhåll eller installation. Den har ett synligt brytställe. Den kan manövreras antingen manuellt eller automatiskt, oftast med en elektrisk motor. 
Till skillnad från andra elkopplare som strömbrytare och lastfrånskiljare, saknar frånskiljare en mekanism för att släcka ljusbågar, vilka uppstår när öppnar kontakter på en ledare där höga strömmar går. Alltså måste man först ha brutit strömmen med hjälp av en strömbrytare innan frånskiljaren öppnas. En frånskiljare ska dock klara att föra överströmmar intill en viss gräns.
Därför sitter frånskiljare oftast i följd med en brytare i ett fack i ett ställverk. Det finns också frånskiljare längs luftledningar, oftast placerade på en stolpe. Dessa används för att sektionera ett fördelningsnät om det uppstår ett fel som ett träd som fallit över.

## Typer
Frånskiljare i ställverk kan delas in i olika typer beroende på konstruktionen:
- enpelarfrånskiljare: Den står på en pelare för att koppla ihop samlingsskenan med ett fack. Den har oftast en stödisolator, som tar upp tyngden, och en vridisolator, som överför en vridning så att strömkniven rör sig mot eller från samlingsskenan, som är ovanför frånskiljaren.
- tvåpelarfrånskiljare: Den har två isolatorer som vrids. I deras överdel finns det armar som har går ihop till en kontakt.
- trepelarfrånskiljare: Den består av en mittisolator som vrids och två stödisolatorer på vardera sidan. Mittisolatorn bär upp en arm, som har en kontakt i vardera ände.

## Galleri

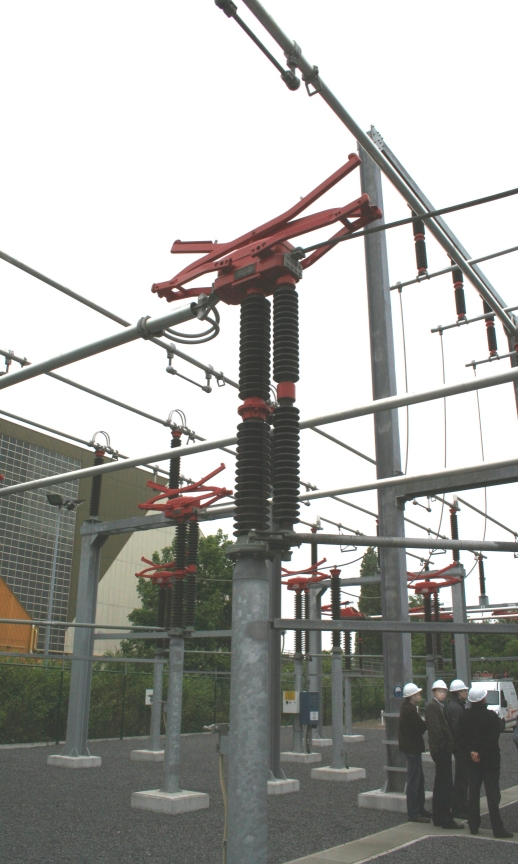
Enpelarfrån- skiljare i ett ställverk.
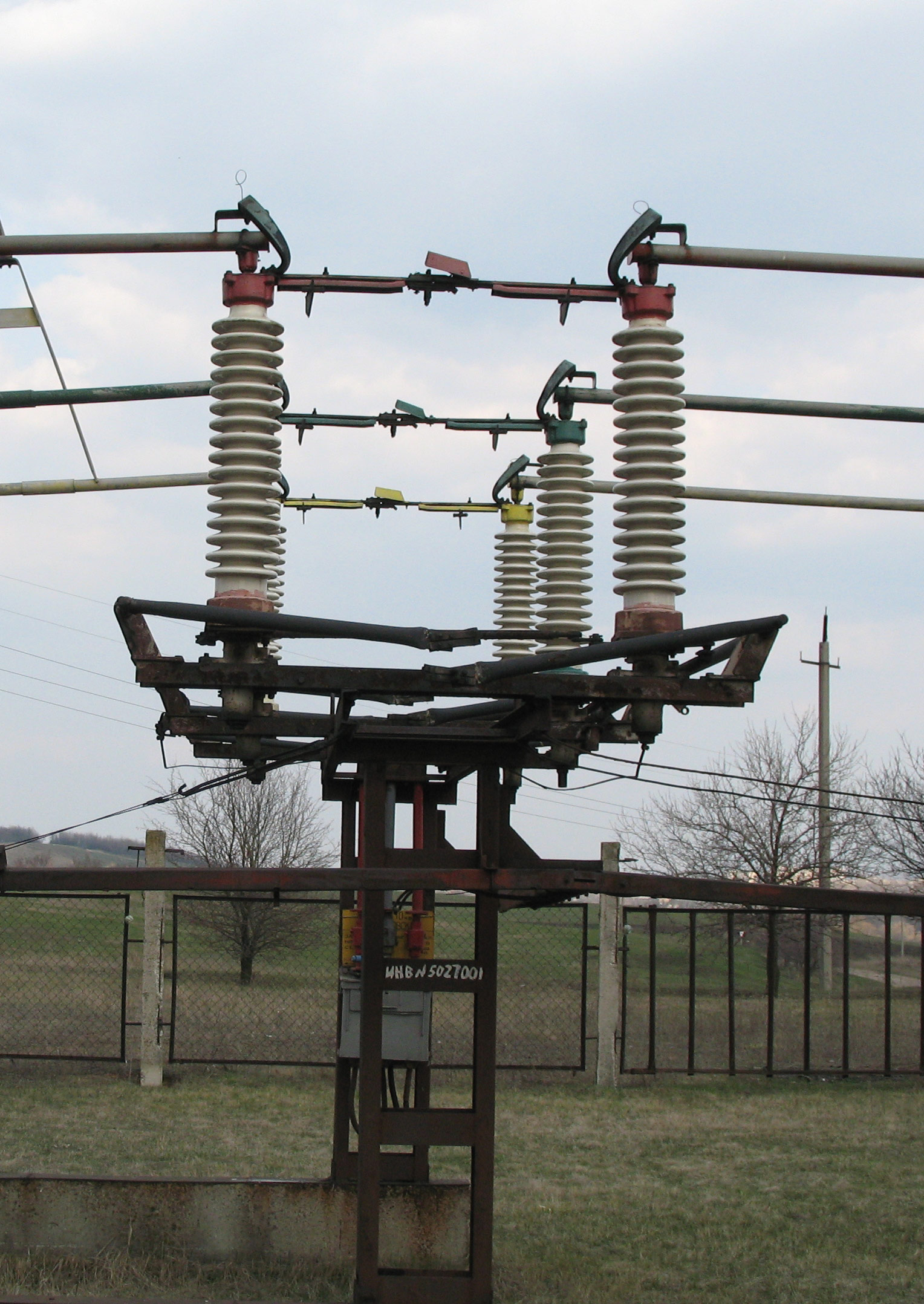
Tvåpelarfrån- skiljare i ett ställverk.
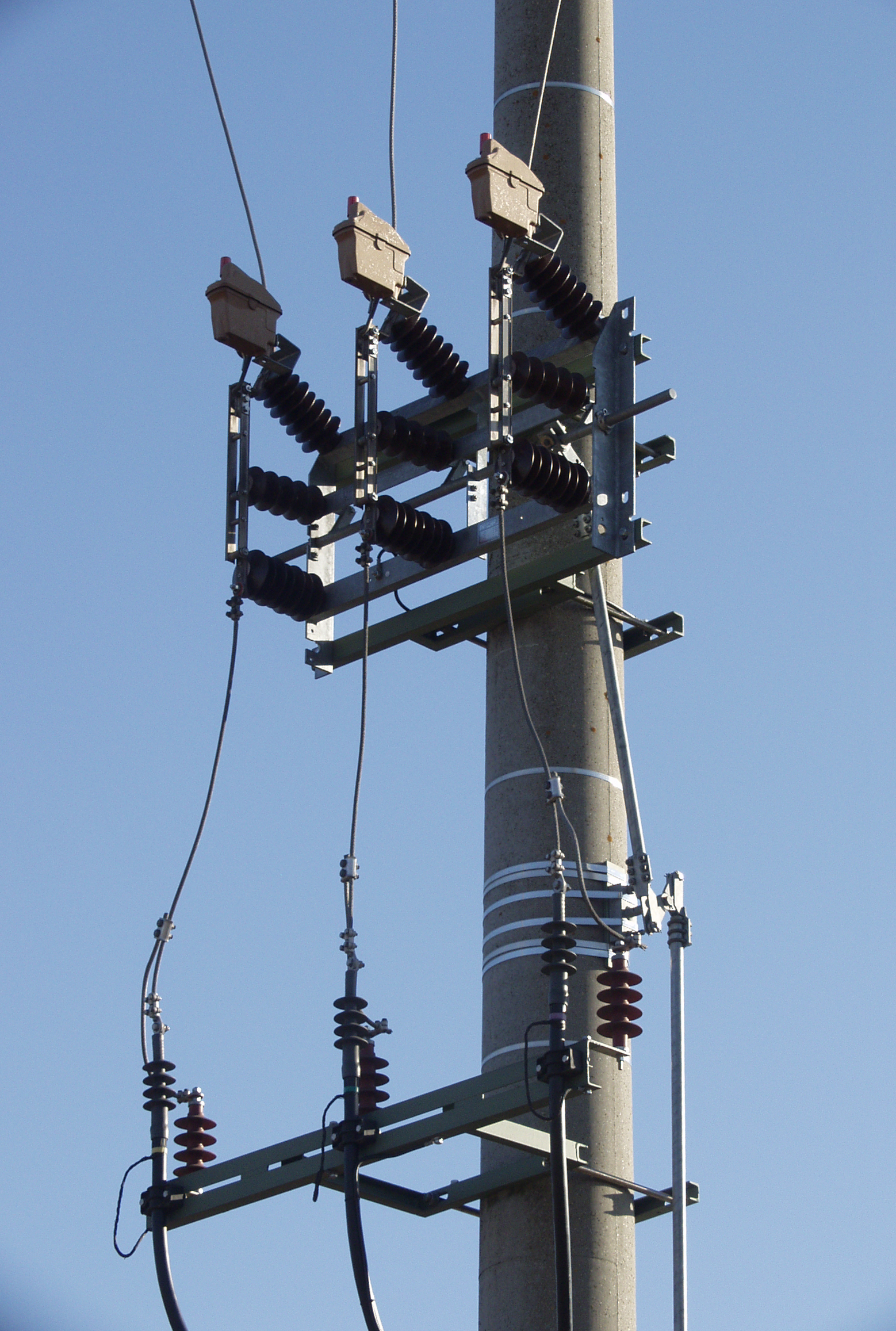
Frånskiljare på en luftledning.